# Walter Santa Ana
Walter Santa Ana (Buenos Aires, 25 de diciembre de 1932 - Buenos Aires, Argentina, 9 de junio de 2012) fue un actor argentino. Era padre de la actriz Muriel Santa Ana (1970-) y de Moira Santa Ana, quien fue soprano del grupo Música Ficta.

## Carrera
Nació en una familia de cuatro hermanos.
Su padre era un inmigrante canario que trabajaba como cristalero y lo estimuló a ver teatro. A los 21 años decidió ingresar en la Escuela Nacional de Arte Dramático, donde se formó con maestros como el barcelonés Antonio Cunill Cabanellas (1894-1969) y Pablo Acchiardi. Egresó en 1956.
Ingresó entonces en el grupo Los Independientes, dirigido por Onofre Lovero.
En teatro trabajó autores argentinos como
Armando Discépolo,
Carlos Gorostiza,
Ricardo Halac,
Julio Mauricio y
Pablo Palant.
Integró el elenco estable del teatro San Martín durante siete años.

## Últimos años
Una de sus experiencias en televisión fue Marco, el candidato ―junto al actor Rodolfo Bebán―, donde interpretaba a un malvado cuya caracterización le llevaba varias horas de trabajo.
Sus dos últimos protagónicos en el teatro San Martín fueron: El avaro y Krapp, la última cinta magnética.
A pesar de haber perdido la visión casi por completo, Walter Santa Ana continuó su trabajo actoral hasta la etapa final de su enfermedad.
El agravamiento de su enfermedad llevó a su familia y amigos a realizar una campaña pidiendo dadores de sangre para él.
El actor padecía problemas respiratorios y desde el 20 de mayo de 2012 estuvo internado durante 20 días en el sanatorio La Providencia.
Falleció el 9 de junio de 2012 a los 79 años de edad.

El teatro, antes que un medio de vida, es una forma de vida y una postura ideológica ante ella. [...] La bella tarea de un actor es darle al público algo hermoso, que lo haya conmocionado a uno. Eso, a mí, me resulta conmovedor. [...] Trabajé en tantos lugares que a veces me pregunto si no fueron demasiados. [...] El teatro no es teoría, es práctica.
Walter Santa Ana

## Obras

### Cine[7][8]
- 1962: Setenta veces siete.
- 1962: Dar la cara.
- 1969: Kuma Ching (título en Argentina) o Aventura en Hong Kong.
- 1969: Fuiste mía un verano (con Leonardo Favio, Susana Giménez y Emilio Disi), como el doctor.
- 1971: Y que patatín...y que patatán.
- 1974: La Patagonia rebelde, como dueño del hotel.
- 1978: Allá lejos y hace tiempo.
- 1980: Los superagentes contra todos.
- 1981: Sentimental (Requiem para un amigo), como Daniel Goldberg.
- 1981: De la misteriosa Buenos Aires, episodio «La pulsera de cascabeles».
- 1982: El agujero en la pared.
- 1990: Flop, como el coronel.
- 1993: Perdido por perdido, como don Javier Mierces.
- 1999: El amateur.
- 1997: La sonámbula (de Fernando Spiner, con Eusebio Poncela y Gastón Pauls), como viejo en la iglesia (en los créditos aparece como Walter Santana).
- 1999: Sólo gente, como Eliseo.
- 2000: Los libros y la noche (de Tristán Bauer, con Leonardo Sbaraglia y Héctor Alterio), como Eudoro Acevedo y Borges anciano. En la banda de sonido de esta película, su hija Moira Santa Ana interpretó la guitarra para acompañarlo en la milonga «Jacinto Chiclana», de Ástor Piazzolla y Jorge Luis Borges.[1]
- 2007: La señal, como padre de Corvalán.

### Teatro[9][5]
- Krapp, la última cinta magnética.
- El avaro.
- Orejitas perfumadas.
- Numancia.
- La ópera de tres centavos (de Bertolt Brecht). En esta compartió escenario con su hija Muriel.[3]
- Por palabras de Borges (unipersonal), como guionista y actor.
- Mil años, un día.
- Rey Lear.
- Borges y el otro.
- Las brujas de Salem.
- Memorias.
- Ardiente paciencia, de Antonio Skármeta, interpretando a Pablo Neruda.
- Galileo Galilei.
- María Estuardo.
- Danza macabra.
- Los cuernos de don Friolera.
- Santa Juana.
- Relojero.
- Dos brasas.
- Los rústicos.
- Las troyanas.
- Biógrafo.
- El discípulo del diablo.
- La pucha.
- La dama de los racimos.
- Melenita de oro.
- Las mujeres sabias.
- Edipo Rey.
- Medida por medida.
- La vida es sueño.
- El mono velludo.
- La visita de la anciana dama.
- Lope de Aguirre, traidor.
- Mil años, un día.
- Palabras calientes, unipersonal sobre textos de François Villon.

### Televisión[7]
- 1993: Marco, el candidato (miniserie), como Tulio Cassirone; nominado a los premios Martín Fierro.
- 2003: Resistiré como Armando.
- 2010: Gené, en escena, como él mismo.

## Nominaciones
| Año  | Premios                          | Categoría                     | Programa                  | Resultado |
| ---- | -------------------------------- | ----------------------------- | ------------------------- | --------- |
| 1991 | Premio Konex - Diploma al Mérito | Actor Dramático Cine y Teatro | Trayectoria última década | Ganador   |
| 1994 | Premios Martín Fierro            | Mejor Actor de Reparto        | Marco, el candidato       | Nominado  |
| 2001 | Premio Konex - Diploma al Mérito | Actor de Teatro               | Trayectoria última década | Ganador   |